# 1997-es Formula–1 magyar nagydíj
A magyar nagydíj volt az 1997-es Formula–1 világbajnokság tizenegyedik futama.

## Időmérő edzés
|    | #  | Versenyző             | Csapat            | Idő      | Különbség |
| -- | -- | --------------------- | ----------------- | -------- | --------- |
| 1  | 5  | Michael Schumacher    | Ferrari           | 1.14,672 |           |
| 2  | 3  | Jacques Villeneuve    | Williams-Renault  | 1.14,859 | +0,187    |
| 3  | 1  | Damon Hill            | Arrows-Yamaha     | 1.15,044 | +0,372    |
| 4  | 9  | Mika Häkkinen         | McLaren-Mercedes  | 1.15,140 | +0,468    |
| 5  | 6  | Eddie Irvine          | Ferrari           | 1.15,424 | +0,752    |
| 6  | 4  | Heinz-Harald Frentzen | Williams-Renault  | 1.15,520 | +0,848    |
| 7  | 8  | Gerhard Berger        | Benetton-Renault  | 1.15,699 | +1,027    |
| 8  | 10 | David Coulthard       | McLaren-Mercedes  | 1.15,705 | +1,033    |
| 9  | 7  | Jean Alesi            | Benetton-Renault  | 1.15,905 | +1,233    |
| 10 | 16 | Johnny Herbert        | Sauber-Petronas   | 1.16,138 | +1,466    |
| 11 | 22 | Rubens Barrichello    | Stewart-Ford      | 1.16,138 | +1,466    |
| 12 | 14 | Jarno Trulli          | Prost-Mugen-Honda | 1.16,297 | +1,625    |
| 13 | 12 | Giancarlo Fisichella  | Jordan-Peugeot    | 1.16,300 | +1,628    |
| 14 | 11 | Ralf Schumacher       | Jordan-Peugeot    | 1.16,686 | +2,014    |
| 15 | 17 | Gianni Morbidelli     | Sauber-Petronas   | 1.16,766 | +2,094    |
| 16 | 15 | Nakano Sindzsi        | Prost-Mugen-Honda | 1.16,784 | +2,122    |
| 17 | 23 | Jan Magnussen         | Stewart-Ford      | 1.16,858 | +2,186    |
| 18 | 18 | Jos Verstappen        | Tyrrell-Ford      | 1.17,095 | +2,423    |
| 19 | 2  | Pedro Diniz           | Arrows-Yamaha     | 1.17,118 | +2,466    |
| 20 | 20 | Katajama Ukjó         | Minardi-Hart      | 1.17,232 | +2,560    |
| 21 | 19 | Mika Salo             | Tyrrell-Ford      | 1.17,482 | +2,810    |
| 22 | 21 | Tarso Marques         | Minardi-Hart      | 1.18,020 | +3,348    |
|    |    | 107%-os idő           |                   | 1.19,899 | +5,227    |

## Futam
Hungaroringen Schumacher indult az első helyről Villeneuve előtt, míg Hill az évadban versenyképtelen Arrows-Yamahával a harmadik helyet szerezte meg, elsősorban a Bridgestone gumiknak köszönhetően. Miután a brit lerajtolta Villeneuve-öt, majd pedig a 11. körben Schumachert is megelőzte, a verseny nagy részében vezetett. Az utolsó körökben gázadagolója hibája miatt autója lelassult és Villeneuve átvette tőle a vezetést, Hill 9 másodperc hátrányban ért célba a második helyen. Johnny Herbert szezonbeli legjobb eredményét szerezte harmadik helyével, Michael Schumacher negyedik lett.
| Helyezés | #  | Versenyző             | Csapat/Motor      | Futott körök | Idő/Kiesés oka      | Rajthely | Pontszám |
| -------- | -- | --------------------- | ----------------- | ------------ | ------------------- | -------- | -------- |
| 1        | 3  | Jacques Villeneuve    | Williams-Renault  | 77           | 1:45:47,149         | 2        | 10       |
| 2        | 1  | Damon Hill            | Arrows-Yamaha     | 77           | +9,079              | 3        | 6        |
| 3        | 16 | Johnny Herbert        | Sauber-Petronas   | 77           | +20,445             | 10       | 4        |
| 4        | 5  | Michael Schumacher    | Ferrari           | 77           | +30,501             | 1        | 3        |
| 5        | 11 | Ralf Schumacher       | Jordan-Peugeot    | 77           | +30,715             | 14       | 2        |
| 6        | 15 | Nakano Sindzsi        | Prost-Mugen-Honda | 77           | +41,512             | 16       | 1        |
| 7        | 14 | Jarno Trulli          | Prost-Mugen-Honda | 77           | +1:15,552           | 12       |          |
| 8        | 8  | Gerhard Berger        | Benetton-Renault  | 77           | +1:16,409           | 7        |          |
| 9        | 6  | Eddie Irvine          | Ferrari           | 76           | +1 kör              | 5        |          |
| 10       | 20 | Katajama Ukjó         | Minardi-Hart      | 76           | +1 kör              | 20       |          |
| 11       | 7  | Jean Alesi            | Benetton-Renault  | 76           | +1 kör              | 9        |          |
| 12       | 21 | Tarso Marques         | Minardi-Hart      | 75           | +2 kör              | 22       |          |
| 13       | 19 | Mika Salo             | Tyrrell-Ford      | 75           | +2 kör              | 21       |          |
| Kiesett  | 10 | David Coulthard       | McLaren-Mercedes  | 65           | Elektronika         | 8        |          |
| Kiesett  | 18 | Jos Verstappen        | Tyrrell-Ford      | 61           | Váltó               | 18       |          |
| Kiesett  | 2  | Pedro Diniz           | Arrows-Yamaha     | 53           | Elektronika         | 19       |          |
| Kiesett  | 12 | Giancarlo Fisichella  | Jordan-Peugeot    | 42           | Kicsúszás           | 13       |          |
| Kiesett  | 4  | Heinz-Harald Frentzen | Williams-Renault  | 29           | Üzemanyag-szivárgás | 6        |          |
| Kiesett  | 22 | Rubens Barrichello    | Stewart-Ford      | 29           | Motorhiba           | 11       |          |
| Kiesett  | 9  | Mika Häkkinen         | McLaren-Mercedes  | 12           | Hidraulika          | 4        |          |
| Kiesett  | 17 | Gianni Morbidelli     | Sauber-Petronas   | 7            | Motorhiba           | 15       |          |
| Kiesett  | 23 | Jan Magnussen         | Stewart-Ford      | 5            | Baleset             | 17       |          |

## A világbajnokság élmezőnyének állása a verseny után
| H  | Versenyzők            | Pont | H  | Konstruktőrök     | Pont |
| -- | --------------------- | ---- | -- | ----------------- | ---- |
| 1. | Michael Schumacher    | 56   | 1. | Ferrari           | 74   |
| 2. | Jacques Villeneuve    | 53   | 2. | Williams-Renault  | 72   |
| 3. | Jean Alesi            | 22   | 3. | Benetton-Renault  | 46   |
| 4. | Gerhard Berger        | 20   | 4. | McLaren-Mercedes  | 28   |
| 5. | Heinz-Harald Frentzen | 19   | 5. | Prost-Mugen-Honda | 20   |

## Statisztikák
Vezető helyen:
- Michael Schumacher: 10 (1-10)
- Damon Hill: 62 (11-25 / 30-76)
- Heinz-Harald Frentzen: 4 (26-29)
- Jacques Villeneuve: 1 (77)

Jacques Villeneuve 9. győzelme, Michael Schumacher 17. pole-pozíciója, Heinz-Harald Frentzen 3. leggyorsabb köre.
- Williams 101. győzelme.